# Třebichovice
Třebichovice (Duits: Trebichowitz) is een Tsjechische gemeente in de regio Midden-Bohemen en maakt deel uit van het district Kladno. Het dorp ligt op 6 km afstand van de stad Kladno.
Třebichovice telt 590 inwoners (2023).

## Geografie
De gemeente Třebichovice bestaat uit de volgende plaatsen:
- Třebichovice;
- Saky.

## Geschiedenis
Uit opgravingen uit de jaren 1870 is gebleken dat het gebied in de prehistorie reeds bewoond was.
De eerste schriftelijke vermelding van het dorp dateert echter van 1324. Het dorp was oorspronkelijk onderdeel van Hrdlív, maar aan het begin van de 20e eeuw werd het afgesplitst en na de Tweede Wereldoorlog werd het dorp Saky toegevoegd aan de gemeente Třebichovice.

## Voorzieningen
Er is een school in het dorp.

## Verkeer en vervoer

### Autowegen
Weg II/118 loopt door de gemeente en verbindt Třebichovice met Kladno enerzijds en Slaný anderzijds.

### Spoorlijn
Er is geen spoorlijn of station meer in de gemeente. Tot 1982 liep de lijn Dubí - Vinařice - Zvoleněves door Třebichovice en Saky. Het bewaard gebleven deel (lijn Z07) vanuit Dubí eindigt bij station van Vinařice, bijna aan de rand van Třebichovice, maar er vindt alleen incidenteel goederenvervoer plaats. Station Kladno-Dubí, op 4 km afstand, is het dichtstbijzijnde reizigersstation.

### Buslijnen
Er zijn drie bushaltes in het dorp:
| Halte                    | Lijn    | Route                          | Vervoerder                                               |
| ------------------------ | ------- | ------------------------------ | -------------------------------------------------------- |
| Třebichovice             | 587 616 | Slaný - Libušín Kladno - Slaný | ČSAD Slaný ČSAD MHD Kladno (i.o.v. Arriva Střední Čechy) |
| Třebichovice, u Hřbitova | 587 616 | Slaný - Libušín Kladno - Slaný | ČSAD Slaný ČSAD MHD Kladno (i.o.v. Arriva Střední Čechy) |
| Třebichovice, u Kapličky | 587 616 | Slaný - Libušín Kladno - Slaný | ČSAD Slaný ČSAD MHD Kladno (i.o.v. Arriva Střední Čechy) |

## Bezienswaardigheden
- Kapel in het centrum;
- Huis nr. 11;
- Monument voor de gevallenen van de Eerste Wereldoorlog;
- Natuurpark Třebichovická olšinka.

## Bekende inwoners
- Ivo Pelant (1953), scenarioschrijver
- Bedřich Neumann (1891-1964), stafchef van het Tsjecho-Slowaakse militaire bestuur in Frankrijk

## Galerĳ

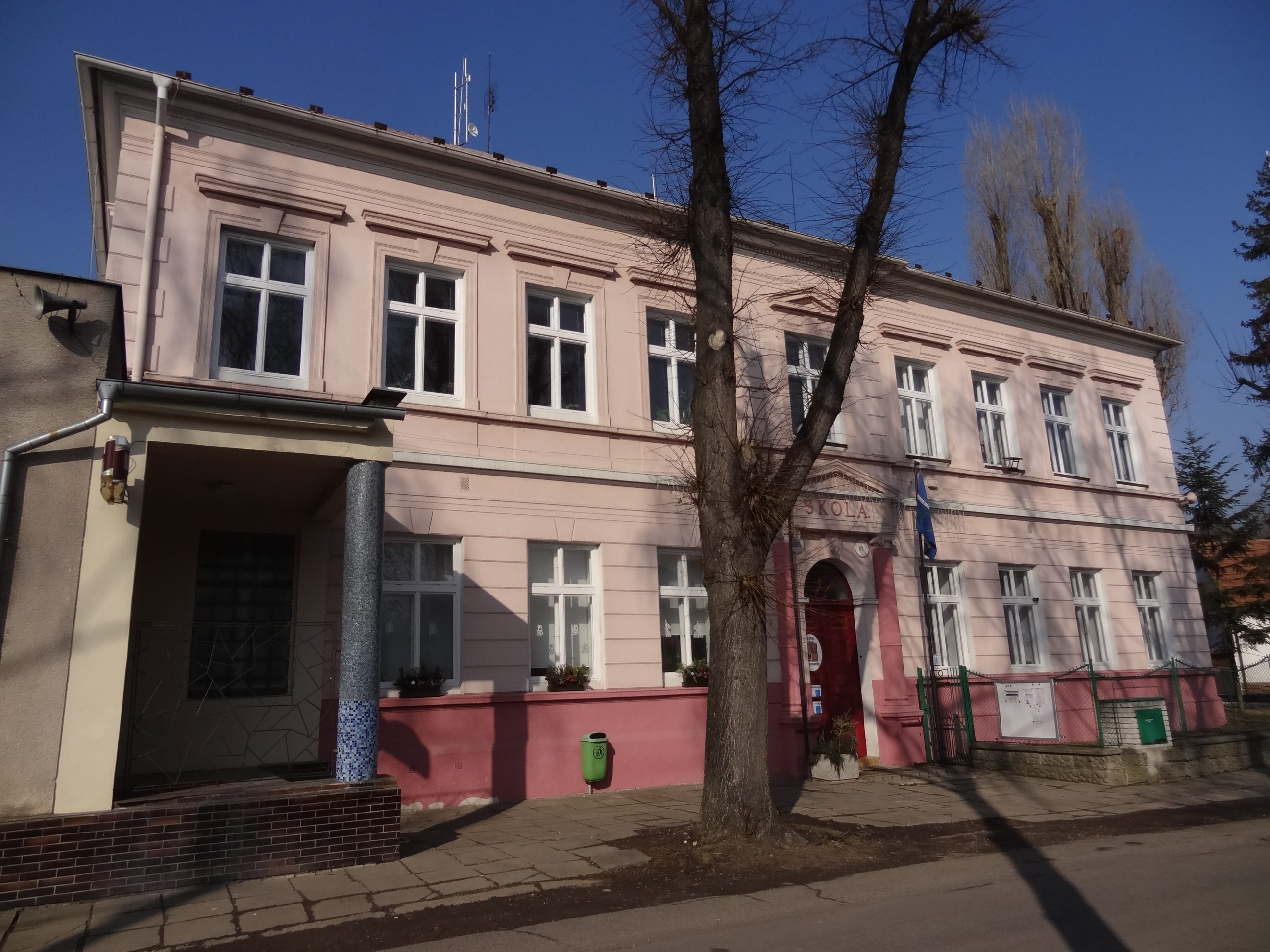
Dorpsschool
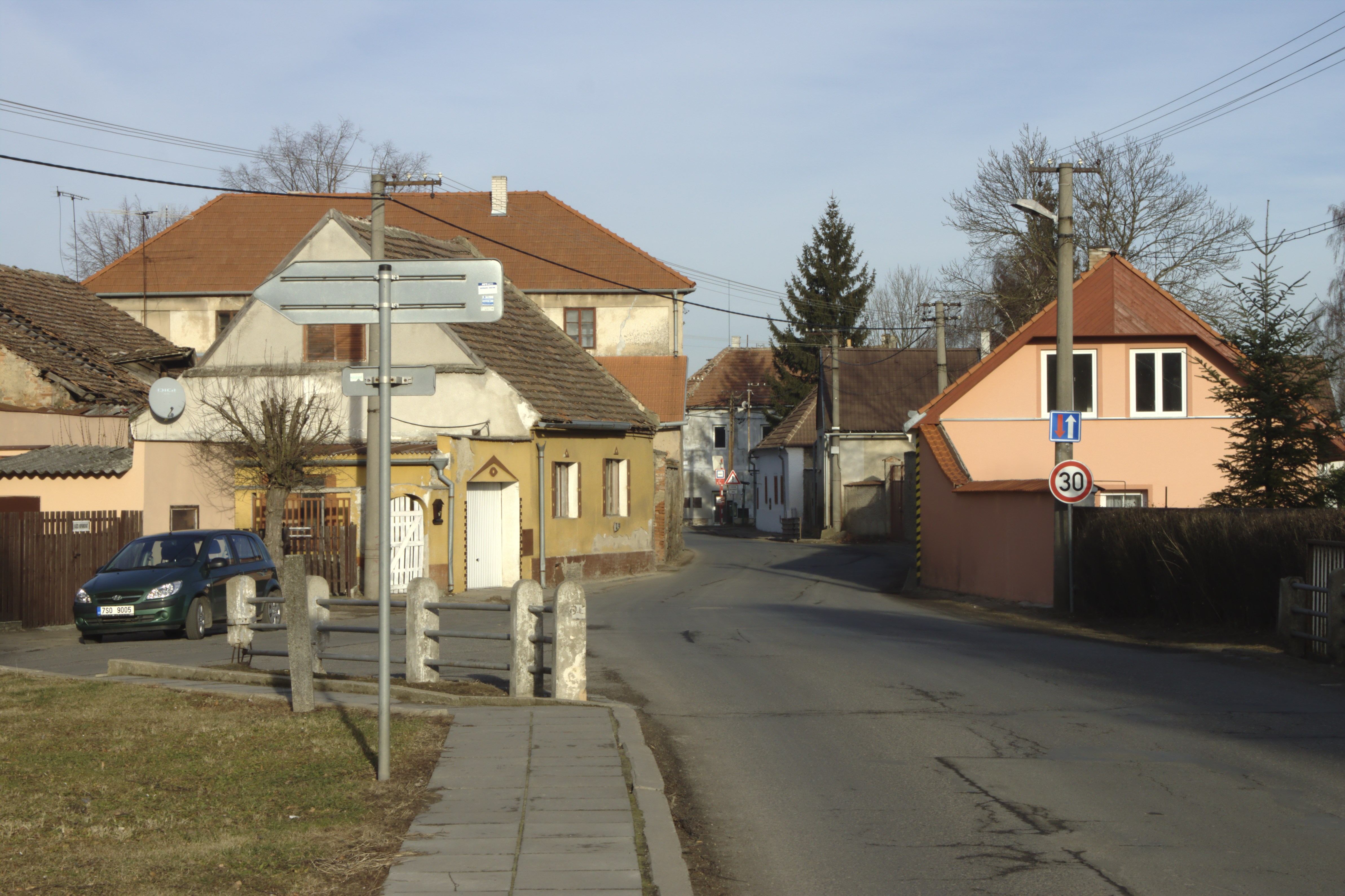
Straat in Třebichovice
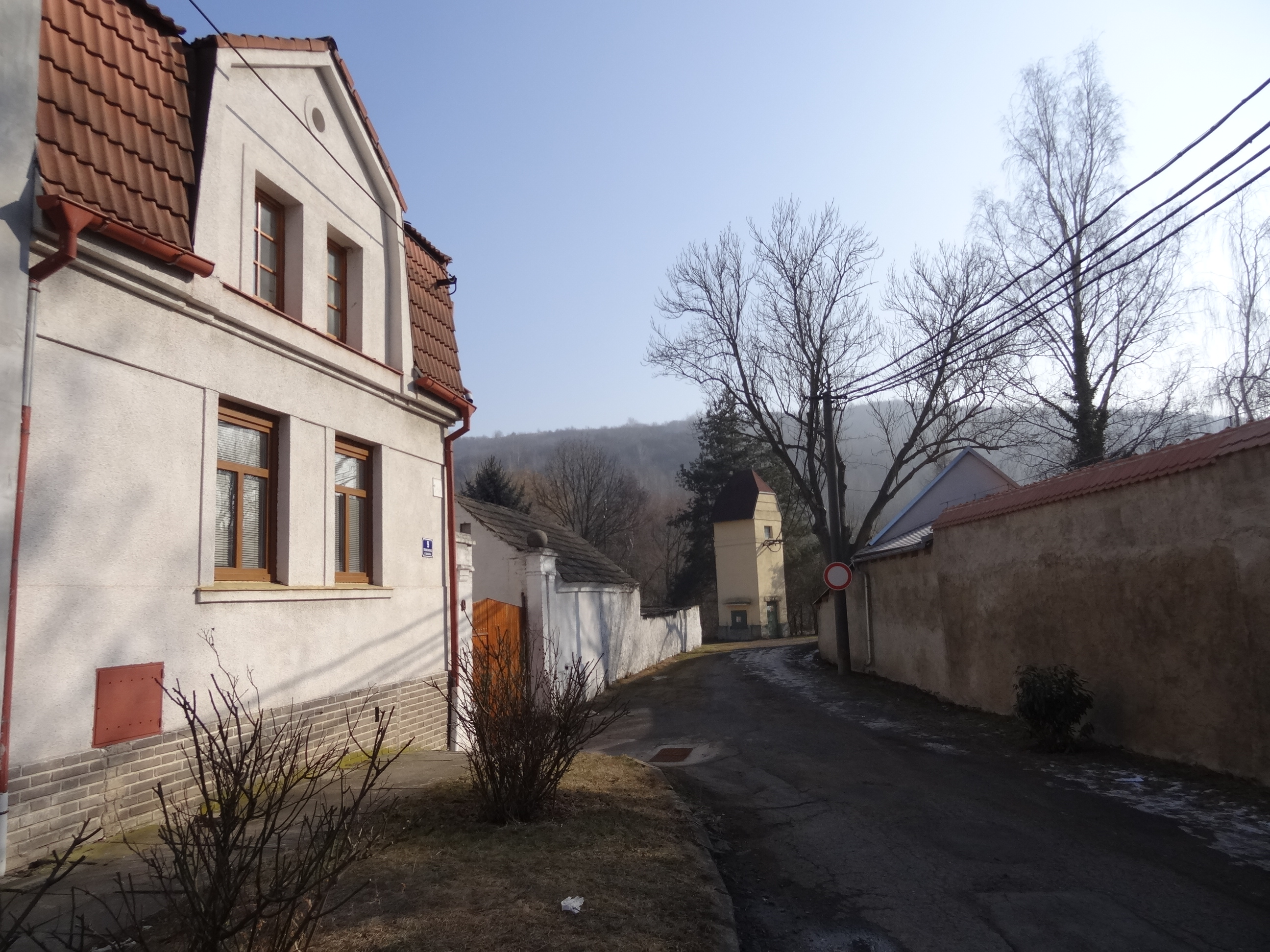
Steegje
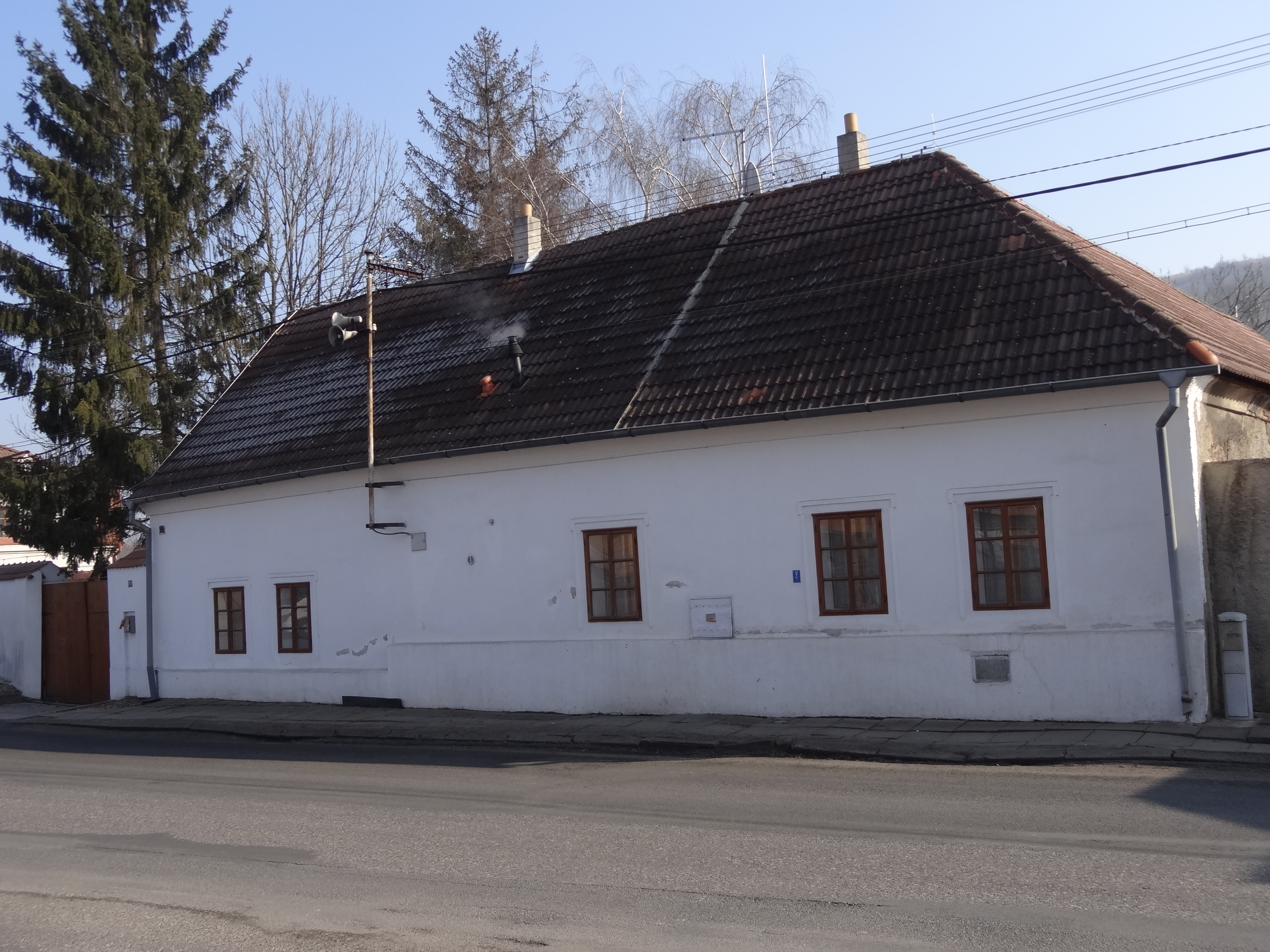
Monumentaal huis nr. 11